# Cabezuela del Valle (kommunhuvudort)
Cabezuela del Valle är en kommunhuvudort i Spanien.   Den ligger i provinsen Provincia de Cáceres och regionen Extremadura, i den centrala delen av landet, 180 km väster om huvudstaden Madrid. Cabezuela del Valle ligger 518 meter över havet och antalet invånare är 2 200.
Terrängen runt Cabezuela del Valle är bergig åt nordost, men åt sydväst är den kuperad. Cabezuela del Valle ligger nere i en dal.Runt Cabezuela del Valle är det ganska tätbefolkat, med 60 invånare per kvadratkilometer. Närmaste större samhälle är Jaraíz de la Vera, 15,5 km söder om Cabezuela del Valle. 